# Спайник парадоксальный
Спа́йник парадокса́льный (лат. Diplozoon paradoxum) — вид плоских червей из семейства Diplozoidae класса моногеней (Monogenea), единственный в роде Diplozoon. Паразитирует на жабрах карповых рыб. Размер 6—10 мм.
Гермафродит.
Известен тем, что при спаривании две особи навсегда срастаются вместе, образуя характерную крестообразную фигуру.

## Цикл развития
Откладка яиц происходит весной.
Через 10 дней  из них вылупляются личинки — онкомирацидии, которые покрыты ресничками, а также имеют две присоски и два крючка между ними.
Они поселяются на жабрах молодых рыб семейства карповых, после чего теряют реснички и превращаются в так называемых ювенильных червей.
У них формируется спинной бугорок и брюшная присоска.
С помощью этих органов два ювенильных червя при встрече прикрепляются к друг другу, после чего они срастаются вместе.
Черви питаются кровью хозяина и растут. Потом развиваются гонады, при этом половые органы каждого из партнёров прорастают в тело другого, и происходит перекрёстное оплодотворение. Следующей весной черви откладывают яйца, и цикл повторяется.

## Систематика
До 1959 года считалось, что Diplozoon paradoxum — единственный представитель рода в Европе. В 1959 году Б. Е. Быховским и Л. Ф. Нагибиной было показано, что вид D. paradoxum является сборным, и выделено из него три новых вида; за следующие 15 лет было описано ещё около 50 новых видов этого рода.
При этом некоторые авторы игнорировали все эти результаты, что приводило к путанице.
Ревизия рода была проведена И. А. Хотеновским в 1985 году. Все описанные виды были сгруппированы в 5 родов: Diplozoon Nordmann, 1832, Paradiplozoon Achmerov, 1974, Inustiatus Khotenovsky, 1978, Sindiplozoon Khotenovsky, 1981 и Eudiplozoon Khotenovsky, 1985.
При этом в роде Diplozoon осталось два вида: D. paradoxum и D. scardinii (Khotenovsky, 1985).
Некоторые авторы не признали эту ревизию и продолжали в своих работах относить все эти виды к роду Diplozoon.
В 2001 году при помощи анализа ДНК было показано, что D. scardinii тождествен с Paradiplozoon homoion, таким образом в роде Diplozoon остался единственный представитель D. paradoxum.